# Boľkovce
Boľkovce (in ungherese Ipolybolyk, in tedesco Bollick) è un comune della Slovacchia facente parte del distretto di Lučenec, nella regione di Banská Bystrica.

## Storia
Il villaggio viene citato per la prima nel 1255 con il nome Bolk. Nel 1481, con il nome di Bolyk, venne annesso dalla Signoria di Divín. Nel XVI secolo venne occupato dai Turchi. Successivamente passò ai nobili Szilassy e Zachar. Dal 1938 al 1944 venne annesso all'Ungheria.